# 榆树乡 (徽县)
榆树乡，是中华人民共和国甘肃省陇南市徽县下辖的一个乡镇级行政单位。

## 行政区划
榆树乡下辖以下地区：
火站村、高峰村、山王村、曹坝村、剡坝村、普陀村、王庄村、东坡村、杨河村、苟店村、榆树村和石碑村。